# معاهدة قانون العلامات التجارية لسنة 1994
معاهدة قانون العلامات التجارية لعام 1994 هي معاهدة انضمّ إليها عدد كبير من الدول، حيث تتضمن إجراءات للاعتراف بالعلامات التجارية المسجلة في الدول الأعضاء الأخرى. وتنفّذ هذه المعاهدة برعاية المنظمة العالمية للملكية الفكرية.
أبرمت هذه المعاهدة "بهدف تقليل التعقيدات في إجراءات التسجيل المتعددة وزيادة إمكانية التنبؤ بنتائج الطلبات" من خلال" تبسيط وموائمة بعض خصائص وسمات إجراءات تسجيل هذه العلامات التجارية والشكليات المتعلقة بالإجراءات". ووفقًا لمكتب براءات الاختراع والعلامات التجارية في الولايات المتحدة، فإن معاهدة قانون العلامات التجارية "تبسّط إجراءات تقديم الطلبات وتسجيل العلامات التجارية بين الدول الأعضاء وتنسّقها. كما تسهّل عمليات التجديد، وتسجيل التنازلات، وتغيير الأسماء والعناوين، والتوكيلات".
اعتمدت المعاهدة في 27 أكتوبر/تشرين الأول 1994، ووقعت عليها 42 دولة في 28 أكتوبر/تشرين الأول 1994، ثم انضمّت ثلاث دول إضافية في نوفمبر/تشرين الثاني من ذلك العام، و12 دولة أخرى وقعت في عام 1995. وكانت أول خمس دول دخلت المعاهدة حيز التنفيذ فيها هي جمهورية التشيك، ومولدوفا، وسريلانكا، وأوكرانيا، والمملكة المتحدة، وذلك في 1 أغسطس/آب 1996.
بحلول العقد الأول من القرن الحادي والعشرين، أصبح من الواضح أن شروط وبنود المعاهدة قد عفا عليها الزمن في ضوء التطور المتداخل للإنترنت كوسيلة لنقل المعلومات عن المنتجات والشركات، مما أدى إلى إصدار معاهدة سنغافورة بشأن قانون العلامات التجارية.